# The Hot Sardines
Pour les articles homonymes, voir Hot et Sardine (homonymie).
The Hot Sardines (les sardines chaudes, en franglais) est un groupe de big band jazz vintage franco-américain, formé à New York en 2007, par les jazzmen française Elizabeth Bougerol, et newyorkais Evan Palazzo.

## Biographie
Le groupe est formé à New York en 2007 par la directrice artistique, chanteuse, et compositeur franco-canadienne Elizabeth Bougerol et par le directeur artistique, acteur, chef d'orchestre, et pianiste new yorkais Evan Palazzo.

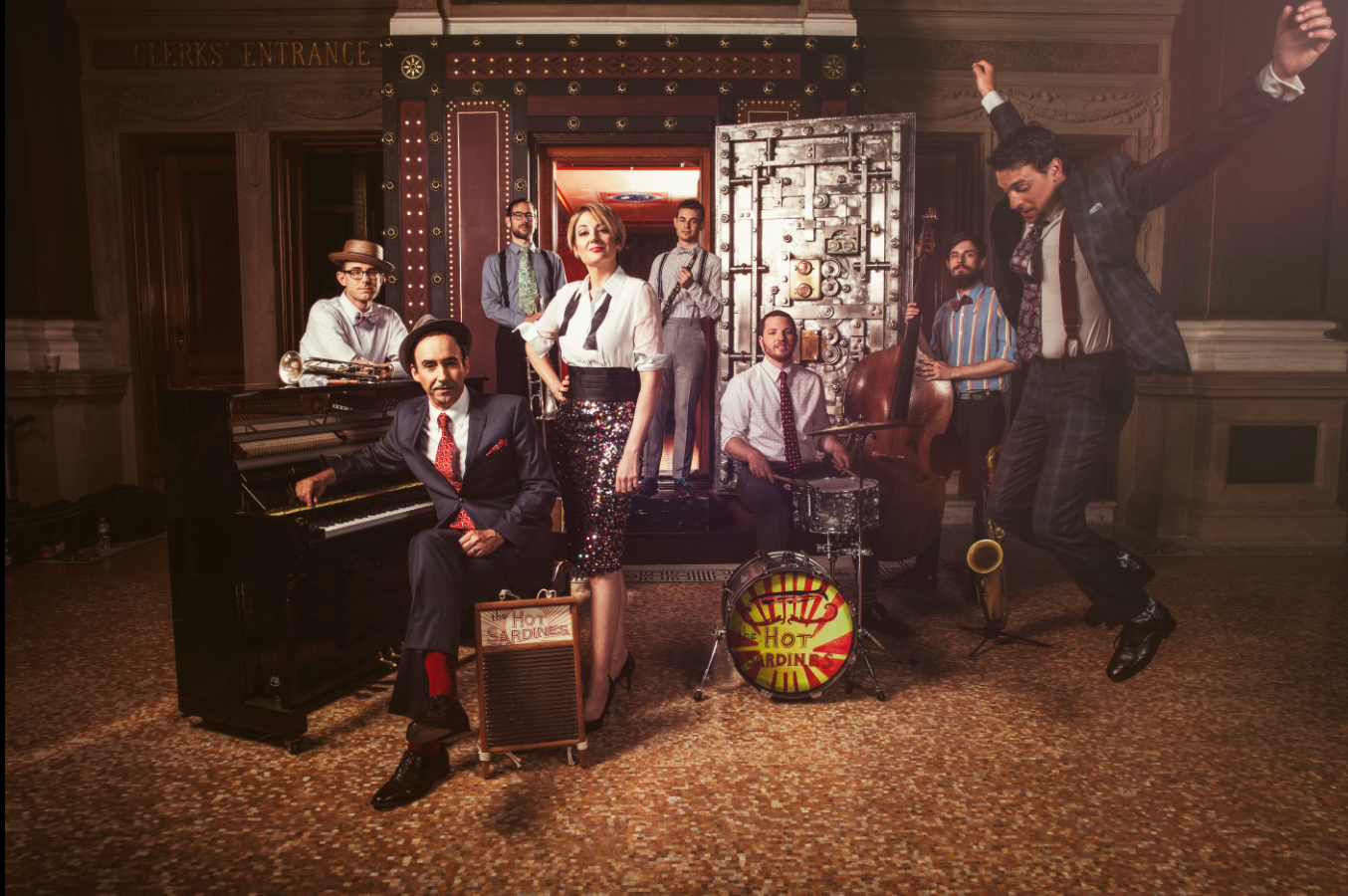
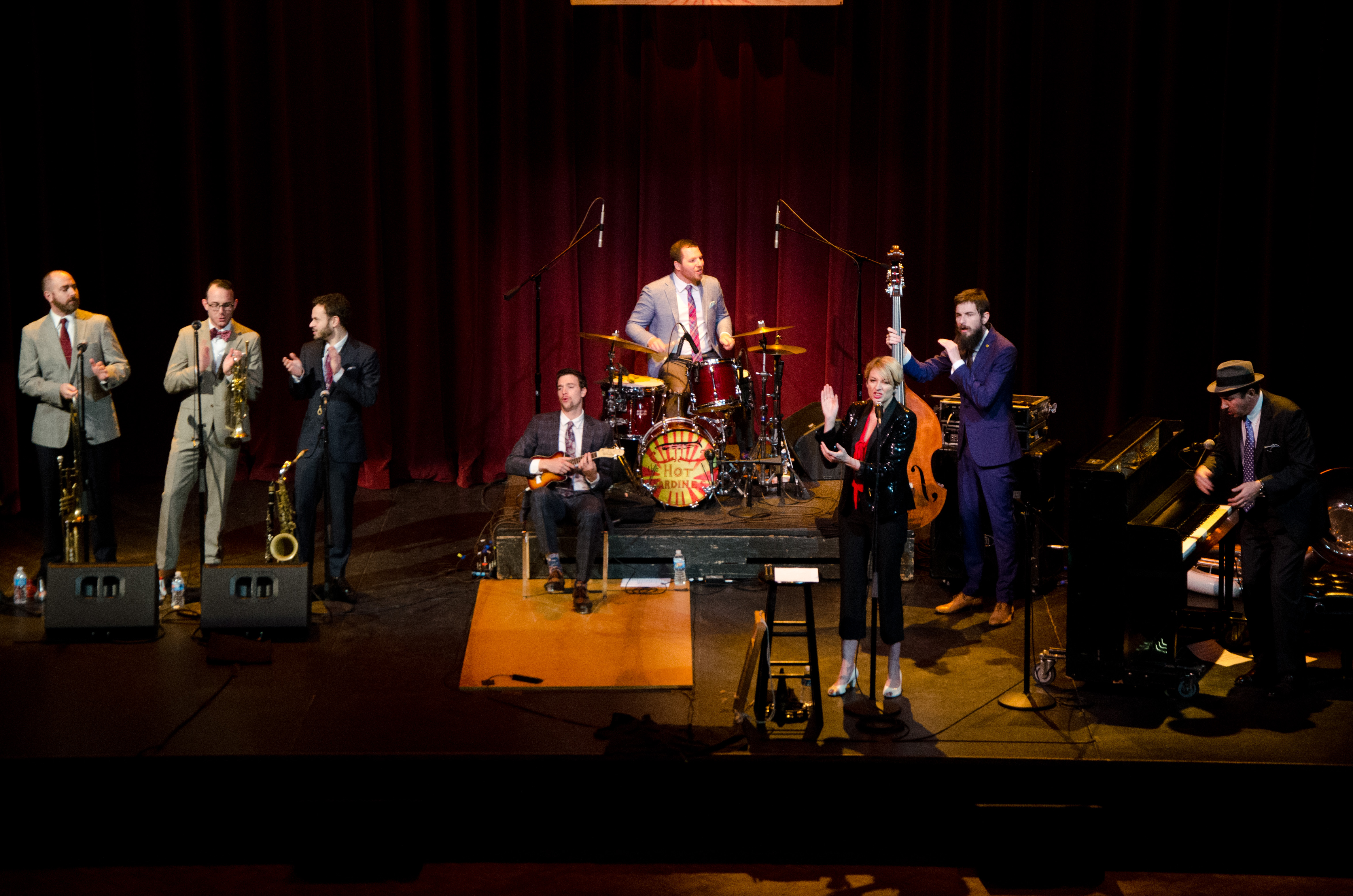
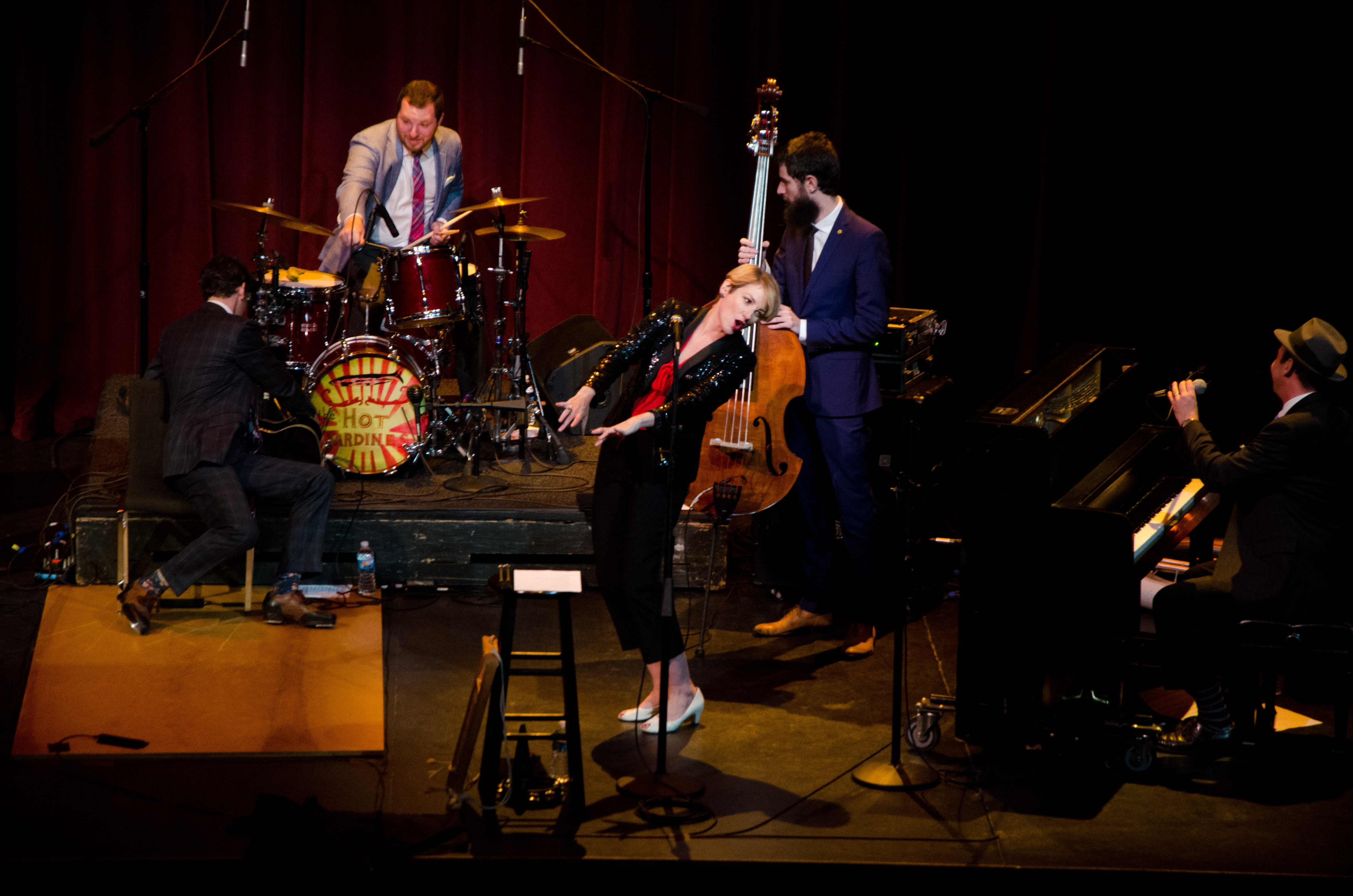

Baptisé « Hot Sardines » ou « The Hot Sardines Jazz Band » (sardines chaudes, en franglais) par humour, et rapport à leur répertoire de Hot jazz-Swing big band de prédilection, le groupe a sorti une série d'album, depuis Shanghai'd, de juillet 2011, à base de classiques du jazz américains, et de compositions originales,. Il se produit dans de nombreux cabarets et festivals de jazz du monde, notamment à Paris, New York, et à La Nouvelle-Orléans.

## Style et influences
The Hot Sardines sont influencés par les Standard de jazz et Great American Songbook d'un grand nombre de jazzmen américains vintages de légende, dont : Fats Waller, Louis Armstrong, Thelonious Monk, Count Basie, Django Reinhardt, Fred Astaire, Mamie Smith, Billie Holiday, The Andrews Sisters, Duke Ellington, Jelly Roll Morton, Peggy Lee, The Mills Brothers, Ray Charles, James Brown, Louis Prima...

## Discographie
- 2011 : Shanghai'd (premier album)
- 2013 : Comes Love, Eleven Records
- 2013 ; The Hot Sardines' Lowdown Little Christmas Record, Eleven Records
- 2014 : Sardine 3 : Frolicking at the Playground, Eleven Records
- 2014 : Live at Joe's Pub, concert du Joe's Pub de New York de 2013
- 2014 : The Hot Sardines, Decca/Universal Music Classics
- 2016 : French Fries + Champagne, Decca/Universal Music Classics
- 2019 : Welcome Home, Bon Voyage, Eleven

## Quelques membres du groupe présent, et passé
| - Tom Abbott : saxophone, clarinette - Rob Adkins : basse - Ricky Alexander : clarinette, saxophone - Peter Anderson : saxophone, clarinette - Will Anderson : saxophone, clarinette - David Berger : percussions - Paul Brandenburg : trompette - Evan "Sugar" Crane : basse, sousaphone - Rob Edwards : trombone - "Rapide" Eddy Fransisco : danseur de claquettes - Daniel Glass : percussions | - J. Walter Hawkes : trombone, ukulélé - Justin Hines : percussions - Josh Holcomb : trombone, sousaphone - Kevin Hseih : basse - Aaron Kimmel : percussions - Pete Lanctot : violon, phonofiddle - Britta Langsjoen : trombone - AC Lincoln : danseur de claquettes - Dan Lipsitz : clarinette, saxophone - Todd Londagin : trombone - Kevin McDonald : batterie | - Joe McDonough : trombone - Nick Myers : saxophone, clarinette - Drew Nugent : trompette, cornet - Bob "Pinky" Parins : guitare - Jason Prover: trompette : percussions - Alex Raderman - Sam "Fez" Raderman : banjo, guitare - Jay Rattman : saxophone, clarinette - Nick Russo : guitare - Mike Sailors : trompette, trombone à soupape |